# نوروود (نیوجرسی)
نوروود (به انگلیسی: Norwood) شهری در ایالت نیوجرسی کشور ایالات متحده آمریکا است که جمعیت آن در سرشماری سال ۲۰۱۰ میلادی، ۵٬۷۱۱ نفر بوده‌است.